# Квинт Сулпиций Камерин (консул 9 г.)
Квинт Сулпиций Камерин (на латински: Quintus Sulpicius Camerinus) e политик и поет на ранната Римска империя в началото на 1 век.

## Биография
Произлиза от клон Камерин на фамилията Сулпиции.
През 9 г. той е консул заедно с Гай Попей Сабин. Суфектконсулите тази година са Квинт Попей Секундус и Марк Папий Мутил.
Камерин е също поет и Овидий пише за него в Ponto memoravit.

## Деца
- Квинт Сулпиций Камерин Пецик, суфектконсул през 46 г.